# Strada Sfântul Andrei din Chișinău
Strada Sfântul Andrei (până în anul 1991 – str. Andreevskaia) este o stradă din centrul istoric al Chișinăului. 
De-a lungul străzii sunt amplasate o serie de monumente de arhitectură și istorie (Casa individuală, nr. 19, Casa individuală, nr. 28, Casa individuală, nr. 33, etc), precum și edificii preponderent rezidențiale și scuarul „Zaikin”. 
Strada începe de la intersecția cu str. Ion Doncev, intersectând alte 5 artere și încheindu-se la intersecția cu str. Mihai Viteazul.

## Legături externe
- Strada Sfântul Andrei din Chișinău la wikimapia.org